# Unabhängige Expertenkommission Schweiz – Zweiter Weltkrieg
Die Unabhängige Expertenkommission Schweiz – Zweiter Weltkrieg (UEK), nach ihrem Vorsitzenden oft Bergier-Kommission genannt, war eine Historikerkommission. Sie wurde 1996 vom Schweizer Bundesrat eingesetzt und präsentierte 2002 ihren Schlussbericht. Sie untersuchte für den Zeitraum des Zweiten Weltkriegs die Flüchtlingspolitik der Schweiz und den Verbleib jüdischen Vermögens bei Schweizer Banken (insbesondere der so genannten nachrichtenlosen Vermögenswerte).

## Auftrag
Die Bergier-Kommission hatte den Auftrag im Rahmen des Verfahrens um jüdische Vermögen bei Schweizer Banken den Verbleib von während des Zweiten Weltkriegs in die Schweiz transferierten Vermögenswerten zu untersuchen. Sie wurde am 19. Dezember 1996 vom Bundesrat eingesetzt, einem Bundesbeschluss vom 13. Dezember 1996 folgend, der 5 Millionen Franken für die Untersuchung bewilligt hatte. Später wurde der Betrag um 17 auf 22 Millionen aufgestockt. Die Finanzierung erfolgte aus allgemeinen Bundesmitteln. Mit der Aufstockung erfolgte eine Ausdehnung des Auftrags auf weitere Bereiche wie die Flüchtlingspolitik der Schweiz.

## Kommissionsmitglieder
Der Bergier-Kommission gehörten folgende Personen an:
- Jean-François Bergier, Zug, Professor an der ETH Zürich (Präsident)
- Wladyslaw Bartoszewski, Warschau
- Saul Friedländer, Jerusalem
- Harold James, Princeton (USA)
- Helen B. Junz, London (seit Februar 2001)[3]
- Georg Kreis, Basel
- Sybil Milton, Washington (gestorben am 16. Oktober 2000)[3]
- Jacques Picard, Bern
- Jakob Tanner, Bielefeld/Zürich
- Daniel Thürer, Zürich (seit April 2000)[3]
- Joseph Voyame, Saint-Brais (JU) (bis April 2000)[3]

Das Generalsekretariat hatte Linus von Castelmur bis März 2001 inne, der Myrtha Welti in der Position folgte. Die wissenschaftliche Projektleitung hatten Stefan Karlen, Martin Meier, Gregor Spuhler (bis März 2001) und Bettina Zeugin (seit Februar 2001).
Sie präsentierten am 22. März 2002 ihren Schlussbericht Die Schweiz, der Nationalsozialismus und der Zweite Weltkrieg, auch Bergier-Bericht genannt.